# Protosticta gravelyi
Protosticta gravelyi – gatunek ważki z rodziny Platystictidae.